# Electra tenuispinosa
Electra tenuispinosa är en mossdjursart som beskrevs av Liu och Ristedt 2000?. Electra tenuispinosa ingår i släktet Electra och familjen Electridae. Inga underarter finns listade i Catalogue of Life.